# Apodaca
Apodaca est une ville du Mexique faisant partie de l'aire métropolitaine de Monterrey dans l'état de Nuevo León.
En 2005 la population était de 393 195 habitants.
Le nom de la ville vient du Dr. Salvador Apodaca, né en 1769.
L'Aéroport international de Monterrey se trouve sur le territoire d'Apodaca.